# Gmina Podegrodzie
Die Gmina Podegrodzie ist eine Landgemeinde im Powiat Nowosądecki der Woiwodschaft Kleinpolen in Polen. Ihr Sitz ist die gleichnamige Dorf mit etwa 1900 Einwohnern.

## Geographie

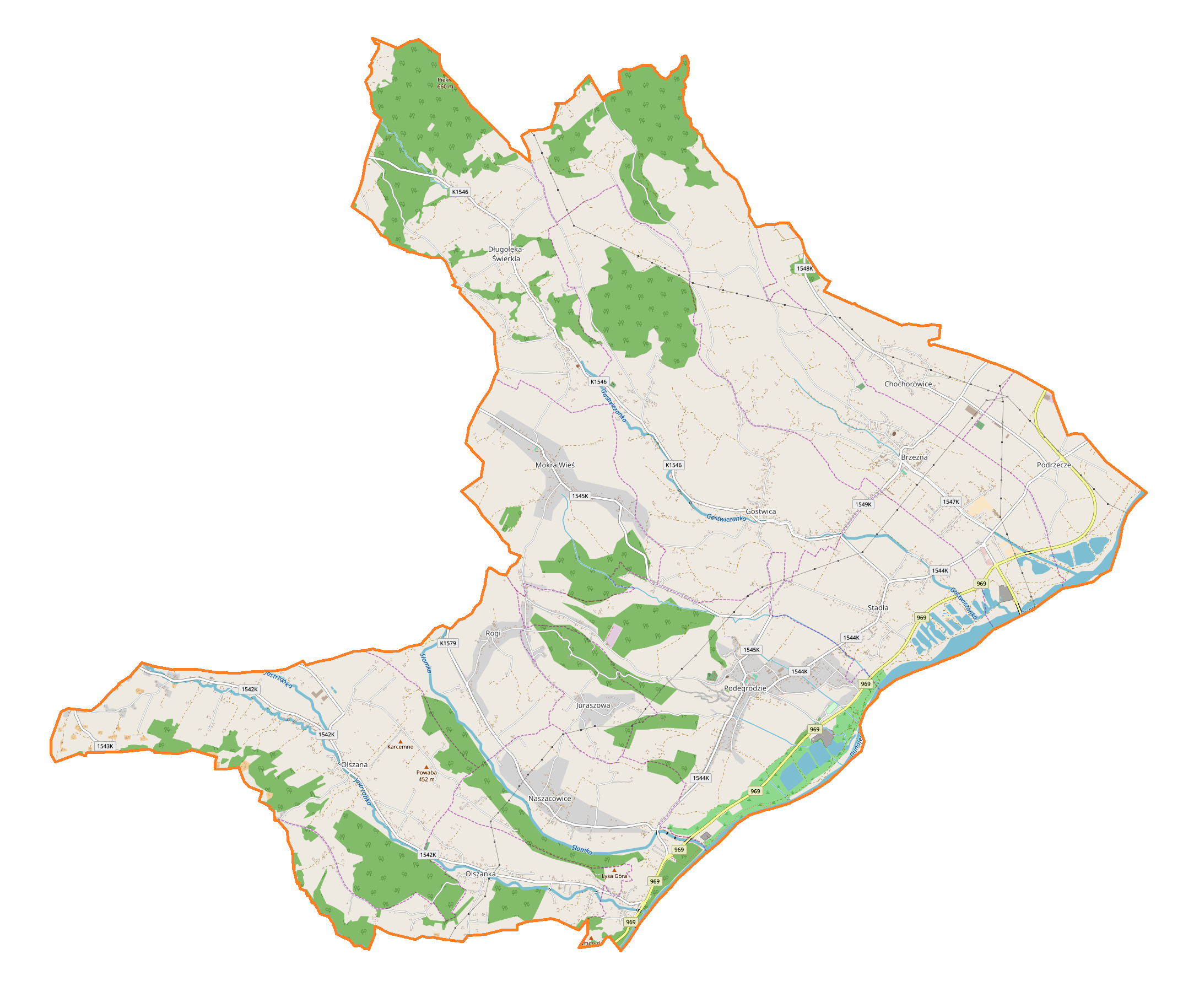
Karte der Landgemeinde

Die Gemeinde liegt in der Kotlina Sądecka (Sandezer Becken). Wichtigstes Gewässer ist der Fluss Dunajec. Das Dorf hat eine Fläche von 63,74 km².
Die Nachbargemeinden sind von Norden nach Westen Limanową, Chełmiec, die Stadtgemeinde Nowy Sącz, Stary Sącz, Łącko und Łukowica.

## Geschichte
Von 1975 bis 1998 gehörte die Gemeinde zur Woiwodschaft Nowy Sącz.

## Gliederung
Zur Landgemeinde (gmina wiejska) Podegrodzie gehören folgende 13 Dörfer mit einem Schulzenamt:
Brzezna
Chochorowice
Długołęka-Świerkla
Gostwica
Juraszowa
Mokra Wieś
Naszacowice
Olszana
Olszanka
Podegrodzie
Podrzecze
Rogi
Stadła
Eine weitere Ortschaft der Gemeinde ist Granica.